# Coordenades de Schwarzschild

Una animació de coordenades radials i temporals de Schwarzschild, l'horitzó d'esdeveniments en negre es desplaça d'esquerra a dreta a mesura que augmenta la massa.

En la teoria de les varietats lorentzianes, els espai-temps esfèricament simètrics admeten una família d' esferes rodones imbricades. En un espai-temps d'aquest tipus, un tipus de diagrama de coordenades particularment important és el de coordenades de Schwarzschild, una mena de diagrama de coordenades esfèriques polars en un espai-temps estàtic i esfèricament simètric, que s'adapta a aquestes esferes rodones imbricades. La característica definidora del diagrama de Schwarzschild és que la coordenada radial posseeix una interpretació geomètrica natural en termes de l'àrea superficial i la curvatura gaussiana de cada esfera. Tanmateix, les distàncies i els angles radials no es representen amb precisió.
Aquests gràfics tenen moltes aplicacions en teories mètriques de la gravitació, com ara la relativitat general. S'utilitzen més sovint en espai-temps estàtics amb simetria esfèrica. En el cas de la relativitat general, el teorema de Birkhoff estableix que cada solució aïllada de buit o electrobuit esfèricament simètric de l'equació de camp d'Einstein és estàtica, però això certament no és cert per a fluids perfectes. L'extensió de la regió exterior de la solució de buit de Schwarzschild dins de l'horitzó d'esdeveniments d'un forat negre esfèricament simètric no és estàtica dins de l'horitzó, i la família d'esferes imbricades (semblants a l'espai) no es pot estendre dins de l'horitzó, de manera que el diagrama de Schwarzschild per a aquesta solució necessàriament es descompon a l'horitzó.

## Definició
Especificació d'un tensor mètric {\displaystyle g} forma part de la definició de qualsevol varietat lorentziana. La manera més senzilla de definir aquest tensor és definir-lo en diagrames de coordenades locals compatibles i verificar que el mateix tensor es defineix en els solapaments dels dominis dels diagrames. En aquest article, només intentarem definir el tensor mètric en el domini d'un únic gràfic.
En un diagrama de Schwarzschild (en un espai-temps estàtic amb simetria esfèrica), l'element de línia pren la forma
{\displaystyle g=-a(r)^{2}\,dt^{2}+b(r)^{2}\,dr^{2}+r^{2}\left(d\theta ^{2}+\sin ^{2}\theta \,d\phi ^{2}\right)=-a(r)^{2}\,dt^{2}+b(r)^{2}\,dr^{2}+r^{2}g_{\Omega }}
{\displaystyle -\infty <t<\infty ,\,r_{0}<r<r_{1},\,0<\theta <\pi ,\,-\pi <\phi <\pi }
On {\displaystyle \Omega =(\theta ,\phi )} és la coordenada esfèrica estàndard i {\displaystyle g_{\Omega }} és la mètrica estàndard de la 2-esfera unitària. Vegeu Derivació de la solució de Schwarzschild per obtenir una derivació més detallada d'aquesta expressió.
Depenent del context, pot ser apropiat considerar a i b com a funcions indeterminades de la coordenada radial (per exemple, en derivar una solució exacta estàtica i esfèricament simètrica de l'equació de camp d'Einstein). Alternativament, podem connectar funcions específiques (possiblement depenent d'alguns paràmetres) per obtenir un diagrama de coordenades de Schwarzschild en un espai-temps lorentzian específic.
Si això admet un tensor d'estrès-energia tal que el model resultant satisfaci l'equació de camp d'Einstein (per exemple, per a un fluid perfecte estàtic amb simetria esfèrica que obeeix unes condicions energètiques adequades i altres propietats esperades d'un fluid perfecte raonable), aleshores, amb camps tensorials apropiats que representen quantitats físiques com ara densitats de matèria i moment, tenim una part d'un espai-temps possiblement més gran; una part que es pot considerar una solució local de l'equació de camp d'Einstein.

## Camps vectorials Killing
Pel que fa al diagrama de Schwarzschild, l'àlgebra de Lie dels camps vectorials de Killing es genera pel camp vectorial de Killing irrotacional de tipus temporal
{\displaystyle \partial _{t}}
i tres camps vectorials de Killing semblants a l'espai
{\displaystyle \partial _{\phi }}
{\displaystyle \sin \phi \,\partial _{\theta }+\cot \theta \,\cos \phi \,\partial _{\phi }}
{\displaystyle \cos \phi \,\partial _{\theta }-\cot \theta \,\sin \phi \,\partial _{\phi }}
Aquí, dient això {\displaystyle {\vec {X}}=\partial _{t}} és irrotacional significa que el tensor de vorticitat de la congruència temporal corresponent s'anul·la; per tant, aquest camp vectorial de Killing és hipersuperfície ortogonal. El fet que el nostre espai-temps admeti un camp vectorial de Killing irrotacional de tipus temporal és, de fet, la característica definidora d'un espai-temps estàtic. Una conseqüència immediata és que les superfícies de coordenades de temps constants {\displaystyle t=t_{0}} formen una família d' hiperllesques espacials (isomètriques). (Això no és cert, per exemple, al diagrama de Boyer-Lindquist per a la regió exterior del buit de Kerr, on el vector de coordenades de tipus temps no és ortogonal a la hipersuperfície.)
Tingueu en compte que els dos últims camps són rotacions l'un de l'altre, sota la transformació de coordenades {\displaystyle \phi \mapsto \phi +\pi /2}. L'article sobre Killing vector fields proporciona una derivació i una discussió detallades dels tres camps de tipus espai.

## Una família d'esferes imbricades estàtiques
En el diagrama de Schwarzschild, les superfícies {\displaystyle t=t_{0},\,r=r_{0}} apareixen com a esferes rodones (quan representem els llocs de manera esfèrica polar), i per la seva forma, veiem que la mètrica de Schwarzschild restringida a qualsevol d'aquestes superfícies és definida positiva i està donada per
{\displaystyle g|_{t=t_{0},r=r_{0}}=r_{0}^{2}g_{\Omega }=r_{0}^{2}\left(d\theta ^{2}+\sin ^{2}\theta \,d\phi ^{2}\right),\;0<\theta <\pi ,\;-\pi <\phi <\pi }
On {\displaystyle g_{\Omega }} és la mètrica riemanniana estàndard de la 2-esfera de radi unitari. És a dir, aquestes esferes de coordenades imbricades representen de fet esferes geomètriques amb
1. superfície {\displaystyle A=4\pi r_{0}^{2}}
2. curvatura gaussiana {\displaystyle K=1/r_{0}^{2}}

En particular, són esferes rodones geomètriques. A més, les coordenades angulars {\displaystyle \Omega =(\theta ,\phi )} són exactament les coordenades angulars esfèriques polars habituals: {\displaystyle \theta } de vegades s'anomena colatitud i {\displaystyle \phi } s'anomena normalment longitud. Aquesta és essencialment la característica geomètrica que defineix el diagrama de Schwarzschild.
Potser sigui útil afegir que els quatre camps de Killing esmentats anteriorment, considerats com a camps vectorials abstractes a la nostra varietat lorentziana, donen l'expressió més fidel de les dues simetries d'un espai-temps esfèricament simètric estàtic, mentre que la forma trigonomètrica particular que adopten a la nostra carta és l'expressió més fidel del significat del terme carta de Schwarzschild. En particular, els tres camps vectorials espacials de Killing tenen exactament la mateixa forma que els tres camps vectorials de Killing no translacionals en un gràfic amb simetria esfèrica a E3 ; és a dir, presenten la noció de rotació euclidiana arbitrària al voltant de l'origen o simetria esfèrica.
Tanmateix, tingueu en compte que, en general, la coordenada radial de Schwarzschild no representa amb precisió les distàncies radials, és a dir, les distàncies preses al llarg de la congruència geodèsica espacial que sorgeixen com a corbes integrals de {\displaystyle \partial _{r}}. Més aviat, per trobar una noció adequada de " distància espacial " entre dues de les nostres esferes imbricades, hauríem d'integrar {\displaystyle b(r)dr} al llarg d'un raig de coordenades des de l'origen:
{\displaystyle \Delta \rho =\int _{r_{1}}^{r_{2}}b(r)dr}
De la mateixa manera, podem considerar cada esfera com el lloc geomètric d'un núvol esfèric d'observadors idealitzats, que (en general) han d'utilitzar motors de coet per accelerar radialment cap a l'exterior per tal de mantenir la seva posició. Aquests són observadors estàtics i tenen línies de forma d'univers. {\displaystyle r=r_{0},\theta =\theta _{0},\phi =\phi _{0}}, que naturalment tenen la forma de línies de coordenades verticals al diagrama de Schwarzschild.
Per calcular l'interval de temps adequat entre dos esdeveniments a la línia de món d'un d'aquests observadors, hem d'integrar {\displaystyle a(r)dt} al llarg de la línia de coordenades adequada:
{\displaystyle \Delta \tau =\int _{t_{1}}^{t_{2}}a(r)dt}

## Singularitats de coordenades
Si mirem els rangs de coordenades anteriors, observem que la singularitat de coordenades a {\displaystyle t=t_{0},\,r=r_{0},\,\theta =0} marca la ubicació del pol nord d'una de les nostres esferes imbricades estàtiques, mentre que {\displaystyle t=t_{0},\,r=r_{0},\,\theta =\pi } marca la ubicació del pol sud. Igual que amb una carta esfèrica polar ordinària sobre E3, per raons topològiques no podem obtenir coordenades contínues sobre tota l'esfera; hem de triar una longitud (un cercle màxim) que actuï com a meridià principal. {\displaystyle \phi =0} i retalla això del gràfic. El resultat és que retallem un semiplà tancat de cada hiperlliscament espacial {\displaystyle t=t_{0}} incloent-hi l'eix {\displaystyle r=0} i un semipla que s'estén des d'aquest eix.
Quan hem dit més amunt que {\displaystyle \partial _{\phi }} és un camp vectorial Killing, hem omès el qualificador pedant però important en què estem pensant {\displaystyle \phi } com a coordenada cíclica, i de fet pensant en els nostres tres vectors Killing espacials com si actuessin sobre esferes rodones.
Possiblement, és clar, {\displaystyle r_{1}>0} o {\displaystyle r_{2}<\infty }, en aquest cas també hem d'excisar la regió exterior d'alguna bola, o interior d'alguna bola, del domini del nostre gràfic. Això passa sempre que f o g exploten en algun valor de la coordenada radial de Schwarzschild r.

## Visualització dels hiperslices estàtics
Per entendre millor la importància de la coordenada radial de Schwarzschild, pot ser útil integrar un dels hiperslices espacials {\displaystyle t=t_{0}} (és clar que tots són isomètrics entre si) en un espai euclidià pla. Les persones que tenen dificultats per visualitzar l'espai euclidià tetradimensional estaran encantades d'observar que podem aprofitar la simetria esfèrica per suprimir una coordenada. Això es pot aconseguir convenientment configurant {\displaystyle t=0,\theta =\pi /2}. Ara tenim una varietat riemanniana bidimensional amb un diagrama de coordenades radials locals,
{\displaystyle g|_{t=0,\theta =\pi /2}=b(r)^{2}dr^{2}+r^{2}d\phi ^{2},\;\;r_{1}<r<r_{2},\,-\pi <\phi <\pi }
Per incrustar aquesta superfície (o en un anell anular) a E3, adoptem un camp de referència a E3 que
1. es defineix en una superfície parametritzada, que heretarà la mètrica desitjada de l'espai d'incrustació,
2. està adaptat al nostre gràfic radial,
3. presenta una funció indeterminada {\displaystyle f(r)}.

Per exemple, considerem la superfície parametritzada
{\displaystyle (z,r,\phi )\rightarrow (f(r),\,r\cos \phi ,\,r\sin \phi )}
Els camps vectorials de coordenades en aquesta superfície són
{\displaystyle \partial _{r}=(f^{\prime }(r),\,\cos \phi ,\,\sin \phi ),\;\;\partial _{\phi }=(0,-r\sin \phi ,r\cos \phi )}
La mètrica induïda heretada quan restringim la mètrica euclidiana sobre E3 a la nostra superfície parametritzada és
{\displaystyle d\rho ^{2}=\left(1+f^{\prime }(r)^{2}\right)\,dr^{2}+r^{2}\,d\phi ^{2},\;r_{1}<r<r_{2},\,-\pi <\phi <\pi }
Per identificar això amb la mètrica del nostre hiperslice, evidentment hauríem de triar {\displaystyle f(r)} de tal manera que
{\displaystyle f^{\prime }(r)={\sqrt {1-b(r)^{2}}}}
Per posar un exemple una mica absurd, podríem tenir {\displaystyle b(r)=f(r)=\sin(r)}.

Això funciona per a superfícies en què les distàncies reals entre dos punts separats radialment són més grans que la diferència entre les seves coordenades radials. Si les distàncies reals són més petites, hauríem d'incrustar la nostra varietat riemanniana com una superfície semblant a l'espai a E 1,2. Per exemple, podríem tenir {\displaystyle b(r)=f(r)=\sinh(r)}. De vegades podem necessitar dues o més incrustacions locals d'anells anulars (per a regions de curvatura gaussiana positiva o negativa). En general, no hauríem d'esperar obtenir una incrustació global en cap espai pla (amb tensor de Riemann que s'anul·la).